# Luyubakti
Luyubakti is een bestuurslaag in het regentschap Tasikmalaya van de provincie West-Java, Indonesië. Luyubakti telt 3041 inwoners (volkstelling 2010).